# Pont sur l'Eau Morte
Le pont sur l'Eau Morte est un pont situé à Doussard, en France. Il franchit l'Eau Morte.

## Localisation
Le pont est situé dans le département français de la Haute-Savoie, sur la commune de Doussard.
L'édifice est inscrit au titre des monuments historiques en 1974.

## Histoire
Le pont se situe sur la route entre Annecy (Comté de Genève) et Faverges (Duché de Savoie), passant par le port de Le Vivier, où l'on peut encore voir de nos jours les ruines de la maison forte de Beauvivier. Le seigneur de Verthier percevait un droit de péage, tant pour le port que pour le passage du pont. Le seigneur de Verthier était vassal des seigneurs de Duingt